# Yahara Mikio

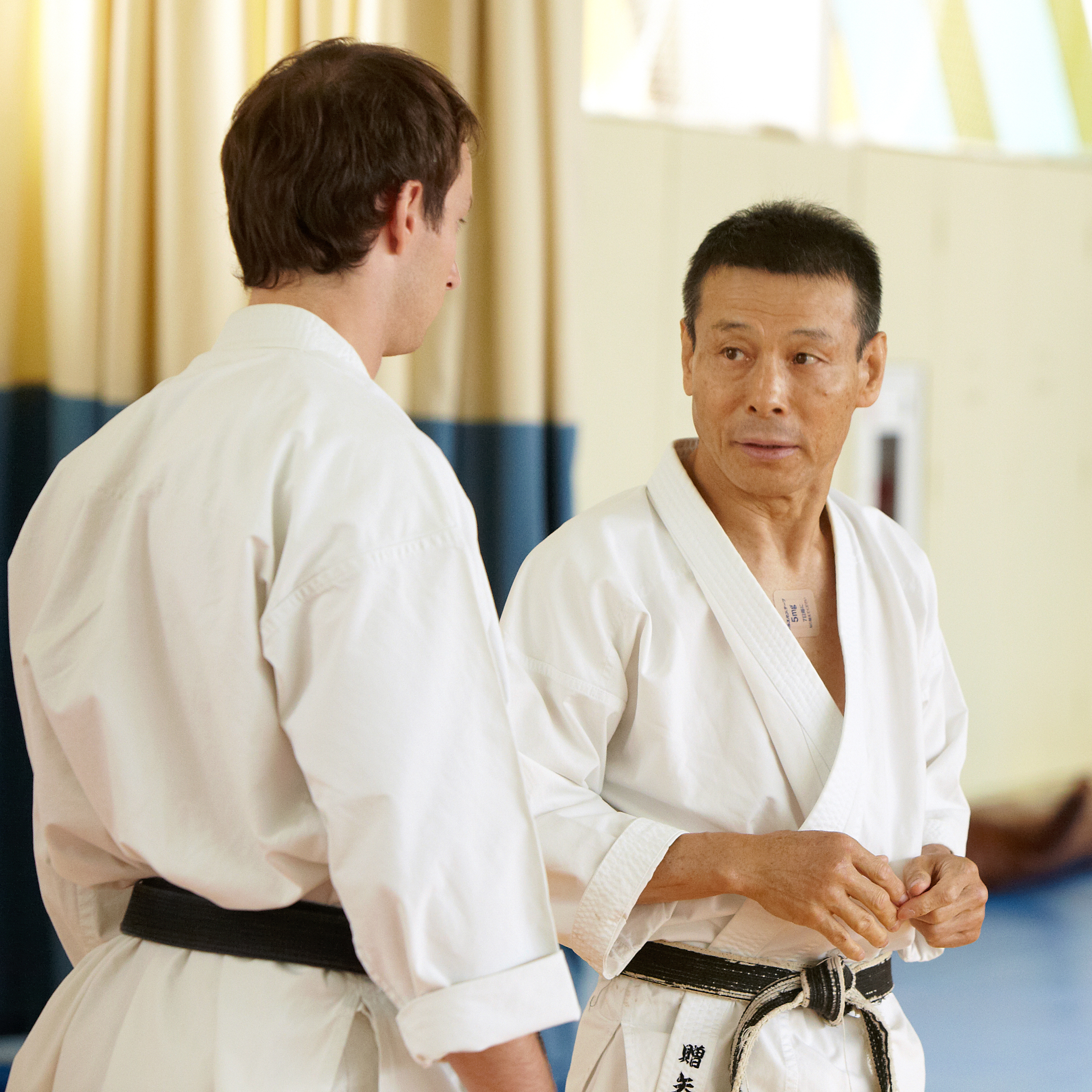
El karateka Yahara Mikio en el Seminario de Moscú

Yahara Mikio (en japonés 矢原美紀夫) (4 de abril de 1947), es un Karateca e instructor japonés al el estilo del Shotokan y jefe de la federación mundial del Karatenomichi. Es uno de los más famosos del Kata Unsu (mano de la nube), de la estera para el golpeo para arriba y la chiripa 34 (yacuza abajo), en una alteración donde dio la alteración en tablas a sus asaltantes.
Uno de los pocos maestros que conservan las dinámicas tradicionales del gran cúmulo de técnicas que forman el estilo.
Especialista en Tai Sabaki con contraataques simultáneos.